# José Batagliero
José Pedro Batagliero – piłkarz argentyński, pomocnik.
Jako piłkarz klubu Atlanta Buenos Aires wziął udział w turnieju Copa América 1941, gdzie Argentyna zdobyła mistrzostwo Ameryki Południowej. Batagliero zagrał tylko w meczu z Chile.
W 1945 roku Batagliero razem z klubem CA Independiente zajął trzecie miejsce. Także w 1947 był trzeci, a w 1948 roku zdobył tytuł mistrza Argentyny.
Później wrócił do klubu Atlanta, z którym w 1950 roku zajął w lidze 14. miejsce, a w 1951 roku 15. miejsce.
Batagliero w reprezentacji Argentyny rozegrał łącznie 10 meczów, w których nie zdobył żadnej bramki.